# Ligne S1 du RER bruxellois
Pour les articles homonymes, voir S1.
La ligne S1 du RER bruxellois, plus simplement nommée S1, est une ligne de train de l'offre ferroviaire suburbaine à Bruxelles, étape du projet Réseau express régional bruxellois, elle traverse Bruxelles sur un axe Sud-Nord : Nivelles - Bruxelles - Malines (Mechelen).
Elle emprunte les infrastructures de la ligne 124 (Bruxelles - Charleroi), de la ligne 0 (Bruxelles-Midi - Bruxelles-Nord) et de la ligne 25 (Bruxelles - Anvers).

## Histoire
La ligne S1 fait partie de l'offre ferroviaire S de Bruxelles lancée le 13 décembre 2015,. Elle reliait initialement la gare de Nivelles à celle de Malines et a depuis été prolongée vers Anvers-Central, ce qui permet de la considérer comme faisant partie à la fois du RER bruxellois et du RER anversois.
Elle permet la desserte conjointe des lignes 25 et 124 sans nécessiter de correspondance à Bruxelles. Une fois par jour, les jours ouvrables, un train S1 relie Charleroi-Central à Anvers-Central, tôt le matin.
Elle est actuellement exploitée au rythme de deux trains par heure dans chaque sens sans train supplémentaire aux heures de pointe.
Elle effectue sensiblement le même parcours que les trains IC Charleroi-Central – Anvers / Essen mais ces trains, plus rapides, ne desservent que les gares de Nivelles, Braine-l’Alleud, Bruxelles-Midi, Bruxelles-Central, Bruxelles-Nord, Malines et Anvers-Berchem. À Malines, l'IC dépasse le train S de sorte que, parti plus tard de Bruxelles (ou d'Anvers), il arrive plus tôt à Anvers (ou à Bruxelles).

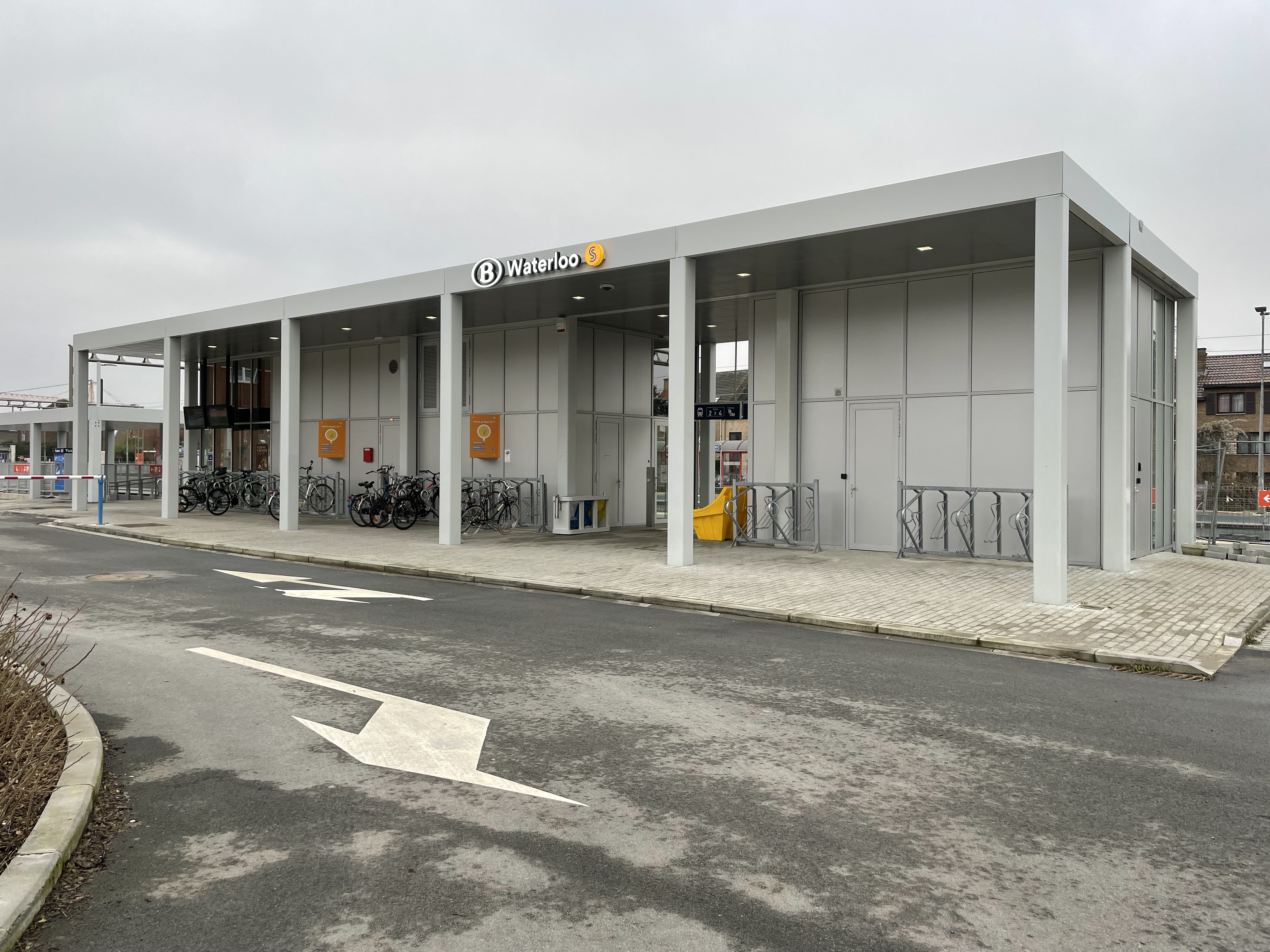
Waterloo.

## Liste des gares

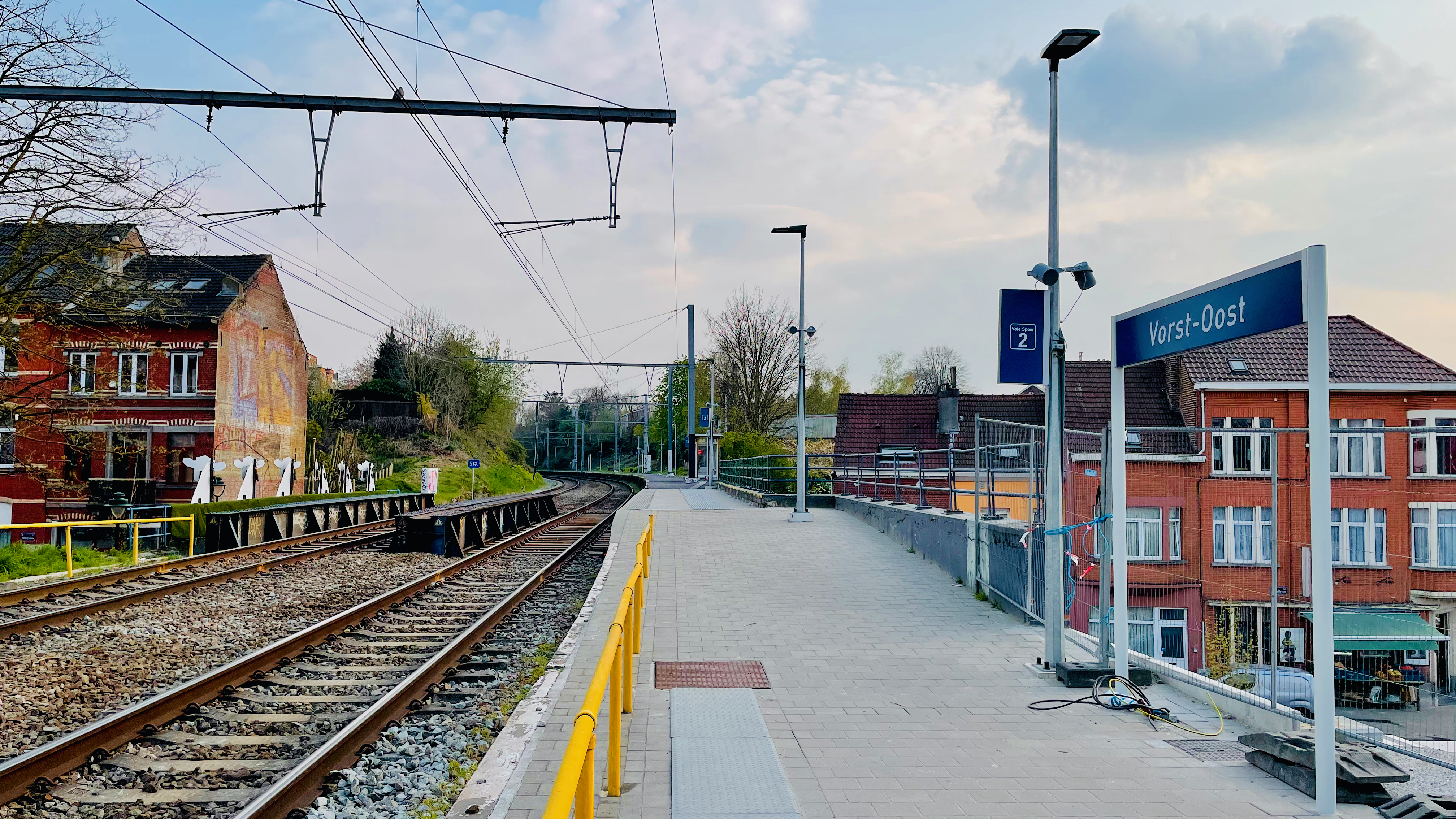
Forest-Est.

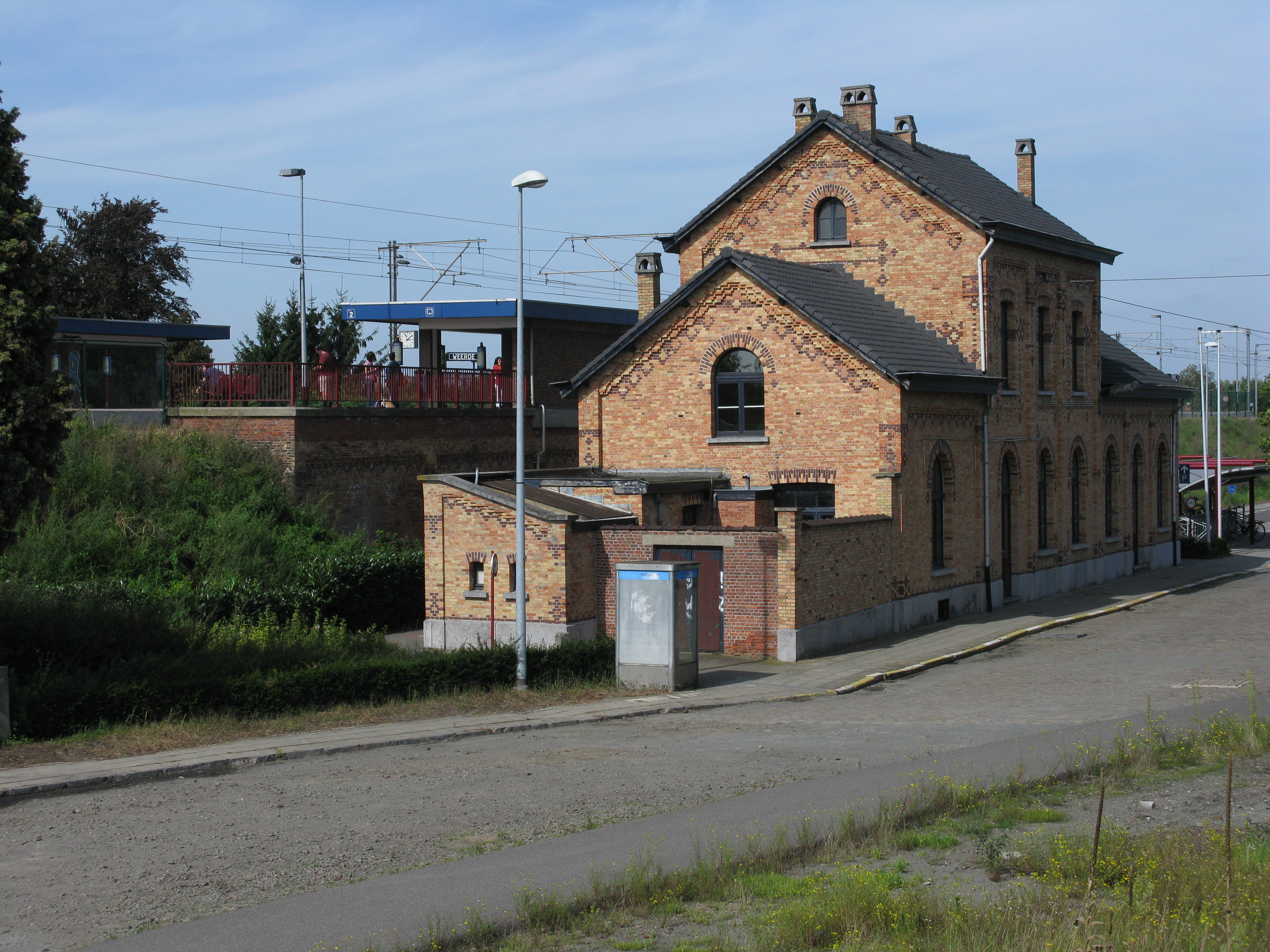
Weerde.

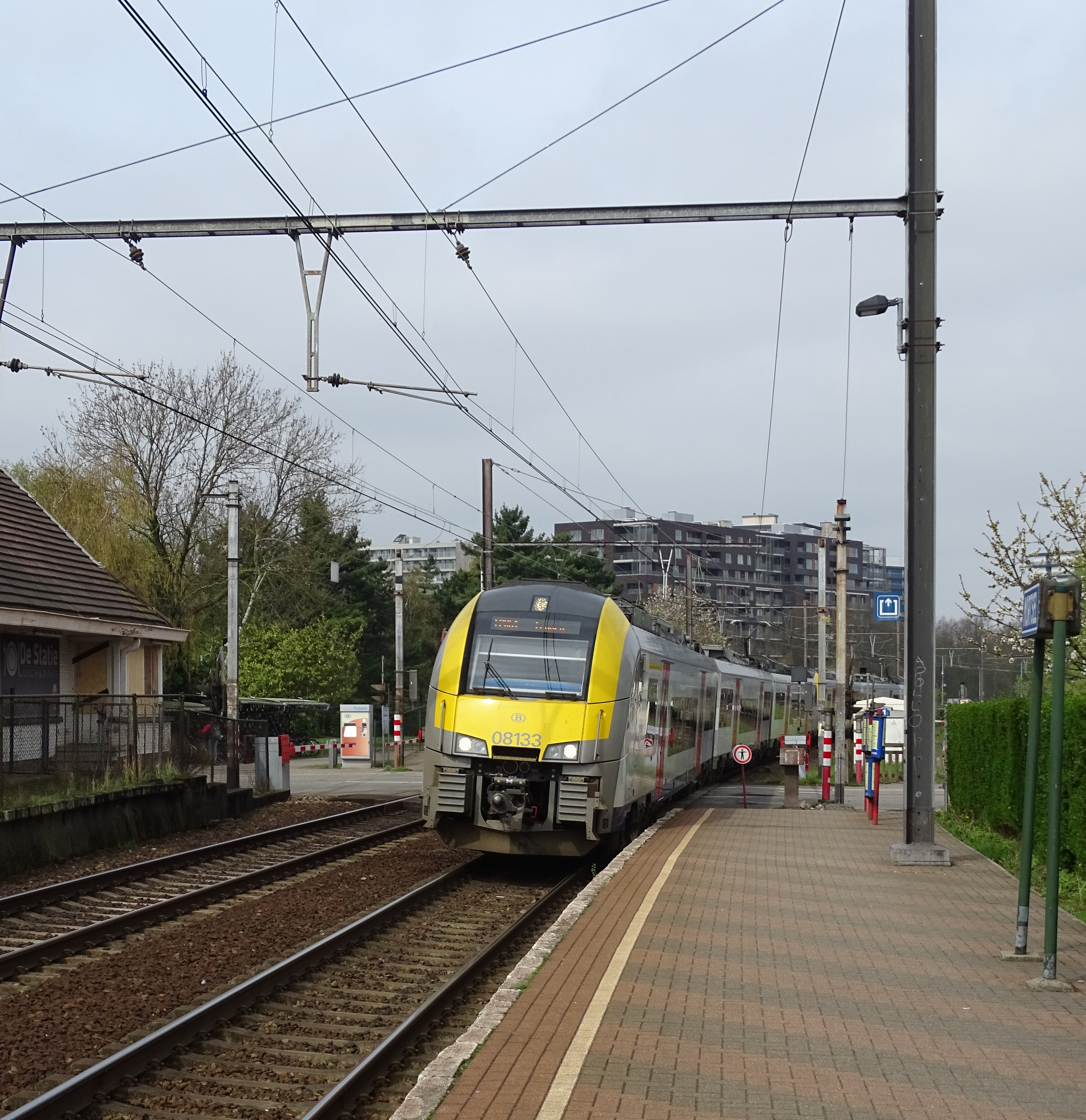
Mortsel.

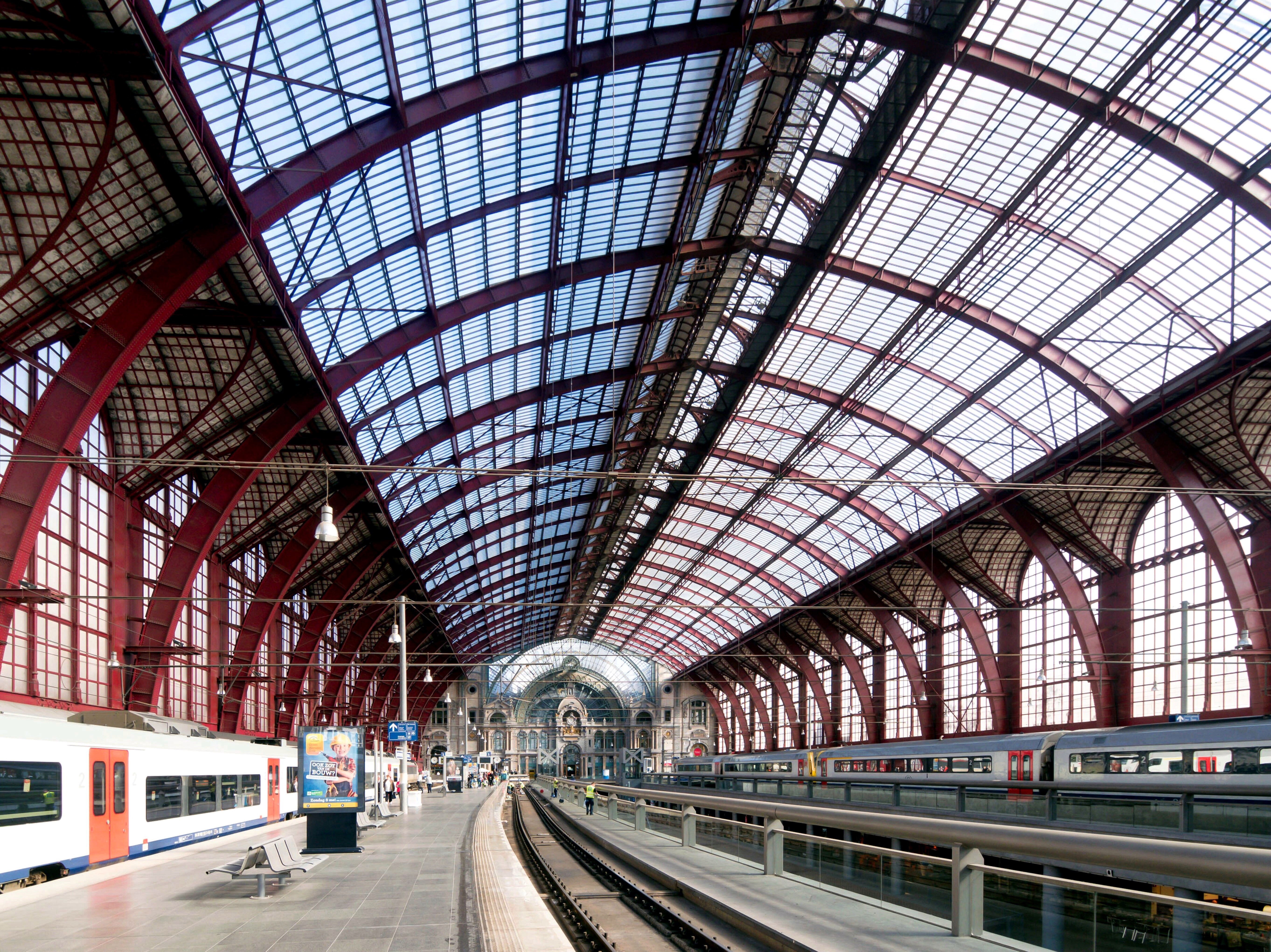
Anvers-Central.

La desserte de la ligne S1 comporte les gares suivantes :
- Nivelles
- Lillois
- Braine-l’Alleud
- Waterloo
- De Hoek (un seul train par heure)
- Rhode-Saint-Genèse
- Holleken (un seul train par heure)
- Linkebeek
- Uccle-Calevoet
- Uccle-Stalle (un seul train par heure)
- Forest-Est
- Bruxelles-Midi
- Bruxelles-Chapelle (gare fermée le week-end, un seul train par heure)
- Bruxelles-Central
- Bruxelles-Congrès (gare fermée le week-end)
- Bruxelles-Nord
- Schaerbeek
- Buda (un seul train par heure)
- Vilvorde
- Eppegem
- Weerde
- Malines

- Malines-Nekkerspoel
- Wavre-Sainte-Catherine
- Duffel
- Kontich-Lint
- Hove
- Mortsel-Liersesteenweg
- Mortsel
- Anvers-Berchem
- Anvers-Central

## Exploitation
Tous les trains sont composés d’automotrices Siemens Desiro ML série AM 08 de la SNCB. La plupart des trains sont composés de deux automotrices (soit six voitures), selon les heures, certains trains comptent trois automotrices (neuf voitures) ou une seule (trois voitures).
Certaines gares, peu fréquentées, ne sont desservies que par un seul train S1 toutes les heures tandis que l’autre ne s’y arrête pas.

En raison de l’impossibilité d’effectuer des dépassements sur la Ligne 124 qui ne possède que deux voies entre Bruxelles-Midi et Braine-l’Alleud ainsi qu’entre Braine-l’Alleud et Nivelles, il arrive fréquemment, en cas de retard d’un train plus rapide (IC ou P) qu’un train S1 soit retenu plus de dix minutes dans l’une de ces deux gares afin de lui céder le passage.

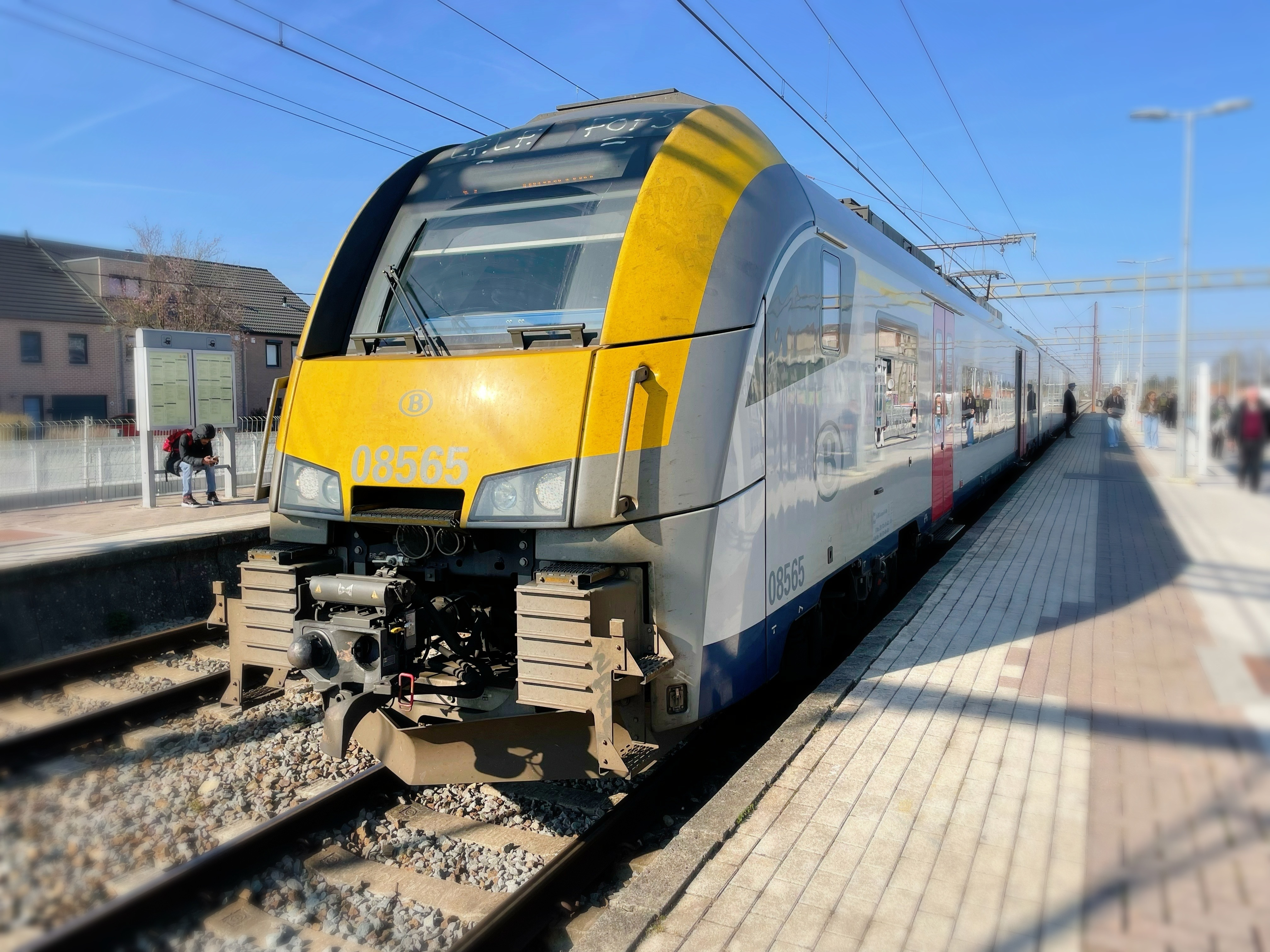
Une automotrice Siemens Desiro en gare de Waterloo.

## Projets
Sur la ligne 25, la gare de Buda sera à terme remplacée par une nouvelle gare à Machelen.[réf. nécessaire]
Sur la ligne 124, une nouvelle gare est prévue à la hauteur de Moensberg, entre Uccle-Calevoet et Linkebeek. Prévue pour juin 2025, elle permettra une correspondance directe avec les trains de la ligne 26. Un autre arrêt, Braine-Alliance, étant prévu en décembre 2025 entre Braine-l'Alleud et Lillois.
La ligne 124, actuellement à double voie entre Bruxelles-Midi et Luttre, doit être mise à quatre voies sur la quasi-totalité de son parcours, ce qui permettra d’augmenter la fréquence des trains et de faire circuler simultanément des trains rapides et des trains lents à arrêts fréquents. Les travaux, retardés par des demandes de permis d’urbanisme, ne sont entamés que sur une partie du trajet et ne devraient pas être terminés avant 2033. La reconstruction de plusieurs des gares entre Linkebeek et Nivelles accompagnera cette mise à quatre voies.